# Ильинская (станция)
Ильи́нская (фин. Alavoinen) — железнодорожная станция на 154,1 км перегона Видлица — Олонец линии Янисъярви — Лодейное Поле.

## История
Станция Alavoinen была открыта оккупировавшими Карелию финнами осенью 1943 года в составе пятой очереди линии Янисъярви — Лодейное Поле и принята в эксплуатацию в 1944 году. С 24 августа 2014 года по станции было отменено пассажирское движение. При этом, в том же году проведена реконструкция пассажирской платформы, часть её была выложена тротуарной плиткой, а на платформе и пассажирском здании) установлены новые таблички с названием станции).

## Описание
Станция расположена в посёлке Ильинский Олонецкого национального района Карелии. До консервации станция находилась на ручном управлении на линии с семафорно-жезловой системой. Путевое развитие станции составляет три станционных пути, плюс два недействующих подъездных пути: к ГУП «Олонецсельхозхимия» и к ОАО «Ильинский лесозавод».

В 130 м от оси станции находится неохраняемый железнодорожный переезд, шлагбаумы перед которым управляются от ручного привода из здания дежурного по станции.
- Станция Ильинская
- Вид в сторону ст. Олонец
- Вид в сторону ст. Видлица
- Здание дежурного по станции
- Переезд
- Механизм шлагбаума
- Ручной механизм привода семафора
- Первая грузовая платформа. Вид в сторону ст. Олонец
- Вторая грузовая платформа. Вид в сторону ст. Олонец
- Нечётный семафор. Вид со стороны ст. Видлица
- Чётный семафор. Вид со стороны ст. Олонец